# Poiana Lacului, Argeș
Poiana Lacului este satul de reședință al comunei cu același nume din județul Argeș, Muntenia, România.